# Atarba williamsi
Atarba williamsi là một loài ruồi trong họ Limoniidae. Chúng phân bố ở miền Australasia.